# Биотехнолошка школа „Шуматовац” у Алексинцу
Биотехнолошка школа „Шуматовац” је стручна средња школа на територији општине Алексинац. Налази се у близини Спортске хале, у улици Тихомира Ђорђевића и дели зграду са Техничком школом „Прота Стеван Димитријевић”. Школа је посредством донација из Грчке, добила своју зграду која никад није завршена услед недостатка средстава, тако да и даље дели просторије са техничком школом.

## Историјат
Основана је као "Пољопривредна школа Шуматовац" 15. јуна 1990. године, мада је пољопривредно образовање постојало и раније у оквиру Образовно васпитне организације 25. мај (од 1983. године). Школа обрађује преко 100 хектара земљишта и бави се ратарством, воћарством и повртарством. Некада је сарађивала са Државном ветеринарском станицом у Алексинцу, пре него што је затворена. Има сарадњу са пољопривредним школама из Бугарске, Летоније, Данске и Словеније. Један од професора стручних предмета из ветерине био је познати сокобањски ветеринар Зоран Јакшић, који је преминуо од короне.

### Школа данас
Некадашњи стручни профили:
- ветеринарски техничар
- пољопривредни техничар
- месар
- прерађивач млека
- техничар хортикултуре
- прерађивач дувана
- оператер у прехрамбеној индустрији

Тренутни стручни профили:
- индустријски кројач (дуално образовање)[4]
- модни кројач (дуално образовање)
- пекар
- руковалац - механичар пољопривредне технике
- техничар за биотехнологију